# Erechtia minor
Erechtia minor är en insektsart som beskrevs av Buckton. Erechtia minor ingår i släktet Erechtia och familjen hornstritar. Inga underarter finns listade i Catalogue of Life.